# Теркен-хатун
Теркен-хатун або Туркан-хатун (*д/н —бл. 1220) — впливовий політичний діяч часів останніх Хорезмшахів.

## Життєпис
Походила з впливового кипчацького роду. За даними Джувейни та Абу-л-Газі, вона належала до племені кангли. Інший хроніст Ан-Насаві вказував, що вона належала до клану байаут племені йємек. На сьогодні більшість дослідників дотримуються останньої версії. Була донькою хана Джангкіши, який мав родинні стосунки з іншими впливовими кипчацькими племенами. Ймовірно Теркен-хатун є титулом, ім'я достеменно невідоме.
Близько 1172 року стала дружиною хорезмійського шаха Ала-ад-діна Текеша, чим було скріплено договір про спільні дії проти зовнішньої загрози між кипчаками та Хорезмом. Завдяки родинним зв'язкам швидко набула значної політичної ваги в державі.
Влада Теркен-хатун ще більше зросла у 1200 році після смерті шаха Текеша, вона стала фактично співволодаркою за часи свого сина Мухаммеда II. Їй допомагала кипчакська знать на чолі із братом Інал-ханом й небожем Каїр-ханом. За її наказом могли навіть звільнити і вбити чиновника або еміра. Однією з її жертв був Умар-хан з туркменського племені язир. Під час завоювання земель Теркен-хатун отримувала свою частку. Вона використовувала власну тугру (печатку), була грамотною і мала чудовий каліграфічний почерк.
У 1200 році під час війни з державою Гуридів, Теркен-хатун очолювала оборону столиці — Гурганджа. Після поразок від кара-китаїв сприяла у 1208 році відновленню влади свого сина над усім Хорезмом.
З часом стала відчувати конкуренцію з боку невістки. Ан-Насаві згадував про хатун Ай-Чічек з племені кангли, яка була дружиною Мухаммада II. Її сином був Джелал ад-Дін Манкбурни. Ай-Чічек хотіла зробити хорезмшахом свого сина, в той час як Теркен-хатун прагнула звести на престол Узлаг-шаха, що був одружений з кипчацькою ханшою.
Втім з початку 1210-х років влада Теркен-хатун була майже безмежної: її суперники зі знаті загину або їх було заслано, решта втекла з країни. Втім в результаті постійних інтриг знать Хорезму була розділена, не бажаючи підкорятися Теркен-хатун.
Після перших поразок хорезмійських військ від монголів у 1219 році втекла до замку Ілал в Мазандерані. Коли монголи після 4 місяців облоги захопили фортецю Ілал, Теркен-хатун разом з іншими жінками було відправлено до Каракоруму і протягом 13 років перебувала у в'язниці.